# Sandro Pellegrini
Sandro Pellegrini (Pesaro, 13 aprile 1935 – Roma, 19 ottobre 2013) è stato un attore e doppiatore italiano.
Divenne principalmente noto al pubblico per essere stato la voce italiana di Daisuke Jigen dal 1979 al 2012. Inoltre doppiò Riff Raff in Isidoro e i personaggi di Hanna-Barbera Bubu e Babalui.

## Biografia
Lavorò in molti film e diverse serie televisive, prestando la voce a un giovane Robin Williams nella famosa serie Mork & Mindy nella terza e nella quarta stagione (precedentemente l'attore era doppiato da Oreste Lionello).
Fu anche la voce di Robert Hardy che interpreta Cornelius Caramell nei film della saga di Harry Potter e di Yoda in Star Wars Episodio III - La vendetta dei Sith e nella serie Star Wars: The Clone Wars nelle prime cinque stagioni e nella prima metà della sesta (venendo poi sostituito, a causa della sua morte, da Bruno Alessandro). Doppiò anche altri attori tra i quali Michael Gambon ne Il mistero di Sleepy Hollow, Edward Herrmann in The Aviator e Gene Wilder nel ridoppiaggio di Willy Wonka e la fabbrica di cioccolato.
Degna di nota è anche la sua pluriennale partecipazione nell'anime Lupin III all'interno del quale egli dette la voce a Daisuke Jigen dal 1979 al 2012; doppiò la seconda e la terza serie, tutti i lungometraggi, gli OAV e gli special televisivi e il ridoppiaggio della prima serie (nella trasmissione originale Jigen era doppiato da Germano Longo). Doppiò Riff Raff in Isidoro, Bubu in Orso Yoghi, Babalui in Ernesto Sparalesto, Torakiki in Hello Spank e nelle prime serie, Alessandro in L'ape Maia e Luigi XV in Lady Oscar.
Come attore, recitò con il Quartetto Cetra in Non cantare, spara (1968).
Negli ultimi anni della sua vita, svolse come attività principale quella di guida turistica per la città di Roma, molto apprezzato per l'assistenza a gruppi di turisti anglosassoni.
Morì a Roma il 19 ottobre 2013, all'età di 78 anni, dopo una lunga malattia. Riposa al cimitero Flaminio.

## Filmografia parziale

### Cinema
- Il cardinale Lambertini, regia di Giorgio Pàstina (1954)
- Superseven chiama Cairo, regia di Umberto Lenzi (1965)
- Stuntman, regia di Marcello Baldi (1968)
- Don Bosco, regia di Leandro Castellani (1988)

### Televisione
- Il borghese gentiluomo, regia di Giacomo Vaccari – film TV (1959)
- Giallo club - Invito al poliziesco – serie TV, episodio 1x05 (1959)
- Ottocento, regia di Anton Giulio Majano – miniserie TV (1959)
- Non cantare, spara, regia di Daniele D'Anza – miniserie TV (1968)
- ...Se non avessi l'amore, regia di Leandro Castellani – film TV (1991)
- Italia chiamò, regia di Leandro Castellani – miniserie TV, episodio 1x01 (1992)

## Doppiaggio

### Film cinema
- Robert Hardy in Harry Potter e la camera dei segreti, Harry Potter e il prigioniero di Azkaban, Harry Potter e il calice di fuoco, Harry Potter e l'Ordine della Fenice
- Bob Dishy in Don Juan De Marco - Maestro d'amore, ...e alla fine arriva Polly
- Ron Crawford in Arthur e la vendetta di Maltazard, Arthur e la guerra dei due mondi
- Michael Gambon in Il mistero di Sleepy Hollow
- Hugh Fraser in La carica dei 101 - Questa volta la magia è vera
- Ron Cook in La carica dei 102 - Un nuovo colpo di coda
- Shane Rimmer in Dark Shadows
- Robert Blake in Strade perdute
- Gene Wilder in Willy Wonka e la fabbrica di cioccolato
- Lee Wallace in Batman
- Marty Feldman in Barbagialla, il terrore dei sette mari e mezzo
- John Gielgud in La forza del singolo
- David Weatherley ne Il Signore degli Anelli - La Compagnia dell'Anello
- Frank Oz in Star Wars - Episodio III - La vendetta dei Sith
- David Paymer in Ballroom Dancing
- Steve Vinovich in Santa Clause
- Jimmy Flynn in Will Hunting - Genio ribelle
- Bill Owen ne Il giorno delle oche
- Sean McClory in The Dead - Gente di Dublino
- Graham Crowden in In compagnia dei lupi
- Alan King in Casinò
- Paddy Ward in Casanova
- Roger Corman in Looney Tunes: Back in Action
- Stanley Brock ne Il più grande amatore del mondo
- Edward Herrmann in The Aviator
- Charles Kimbrough in Prima o poi mi sposo
- Harry Carey Jr. in Le balene d'agosto
- R.D. Reid ne L'alba dei morti viventi
- Bill Flynn in African Dundee
- Michel Duchaussoy in Amen.
- Warwick Davis in Harry Potter e la pietra filosofale
- George Dzundza in Senza via di scampo
- Kunie Tanaka in Lupin III - La strategia psicocinetica
- Irwin Corey in La maledizione dello scorpione di giada

### Serie televisive
- Robin Williams in Mork e Mindy
- Ken Berry in La mamma è sempre la mamma
- Victor Sen Yung in Bonanza
- Günther Stoll ne L'ispettore Derrick
- Arthur Hill in Colombo
- David Huddleston in Colombo
- John Beradino in General Hospital
- Miguel Manzano in Cuore di pietra

### Film d'animazione
- Daisuke Jigen in Lupin III - La pietra della saggezza (primo, secondo e quarto doppiaggio), Lupin III - Il castello di Cagliostro (terzo doppiaggio), Lupin III - La leggenda dell'oro di Babilonia, Lupin III - La cospirazione dei Fuma, Lupin III - Le profezie di Nostradamus, Lupin III - Dead or Alive: Trappola mortale, negli OAV Lupin III - Il ritorno di Pycal, Lupin III - Green vs Red, e negli special televisivi Lupin III - Bye Bye Liberty: Scoppia la crisi!, Lupin III - Il mistero delle carte di Hemingway, Lupin III - Ruba il dizionario di Napoleone!, Lupin III - Il tesoro degli zar, Lupin III - Viaggio nel pericolo, Lupin III - Spada Zantetsu, infuocati!, Lupin III - All'inseguimento del tesoro di Harimao, Lupin III - Il segreto del Diamante Penombra, Lupin III - Walther P38, Lupin III - Tokyo Crisis: Memories of Blaze, Lupin III - L'amore da capo: Fujiko's Unlucky Days, Lupin III - 1$ Money Wars, Lupin III - Alcatraz Connection, Lupin III - Episodio: 0, Lupin III - Un diamante per sempre, Lupin III - Tutti i tesori del mondo, Lupin III - Le tattiche degli angeli, Lupin III - La lacrima della Dea, Lupin III - L'elusività della nebbia Lupin III - La lampada di Aladino e Lupin III - L'ultimo colpo
- Victor (parte parlata) in Il gobbo di Notre Dame e Il gobbo di Notre Dame II
- L'amico Gufo in Bambi 2 - Bambi e il Grande Principe della foresta
- Sig. Growbag in Wallace & Gromit - La maledizione del coniglio mannaro
- Bubu in Yogi e l'invasione degli orsi spaziali
- Gaulix in Asterix e la pozione magica
- Pops in Giallo in casa Muppet
- Cane Astro ne I pronipoti - Il film
- Sarto in Alì Babà
- Pantalone ne La favola del principe schiaccianoci
- Il restaurarore in Un uomo chiamato Flintstone - Intrigo a Bedrock
- capitano Cully in L'ultimo unicorno
- Betulla in La foresta magica
- Yoda in Star Wars: The Clone Wars
- Bankerman in Car's Life 2

### Serie animate
- Daisuke Jigen ne Le avventure di Lupin III (secondo doppiaggio), Le nuove avventure di Lupin III, Lupin, l'incorreggibile Lupin (primo doppiaggio)
- Bubu in L'orso Yoghi, La caccia al tesoro di Yoghi, Hanna & Barbera Robot: Fender Bender 500
- Barney Rubble ne I Flintstones (3ª voce)
- Babalui in Ernesto Sparalesto
- Noè in Sarah e Noè
- Personaggi vari in The Tom & Jerry Show
- Newton in Hercules
- Riff Raff in Isidoro
- Yoda in Star Wars: The Clone Wars
- Astro in I Pronipoti (2ª voce)
- Re Luigi XV e Armand in Lady Oscar
- Torakiki in Hello Spank
- Tom Slick in Tom Slick
- Woofer e Larry in Woofer e Wimper, cani detective
- Gekko in Argai
- Guardia in Quick & Flupke
- Alessandro in L'Apemaia
- Sancho in Esteban e le misteriose città d'oro
- Cesar in Belle et Sebastien
- Hot Dog in Robottino
- Mister Shot in Rocky Joe
- Don Chisciotte in Don Chisciotte
- Ghettianatra in Temple e Tam Tam
- Barra in I-Zenborg
- Taburo in Born Free - Il risveglio dei dinosauri
- Capo in K.O. Century Beast III
- Toriyama in Dr. Slump e Arale - Avventura nello spazio

### Videogiochi
- Daisuke Jigen ne Le avventure di Lupin III: Il tesoro del Re Stregone e Le avventure di Lupin III: Lupin la morte, Zenigata l'amore